# VR Transpoint
VR Transpoint ist der Logistikdienstleister von VR-Yhtymä, der durch die Fusion der Transpoint-Unternehmen Transpoint Oy, Transpoint Cargo Oy und Transpoint International (FI) Oy sowie VR Cargo entstanden ist. Eigentümer der Gesellschaft ist der finnische Staat.

## Geschichte
VR Cargo war zuvor das Unternehmen, das für den Güterverkehr und den Frachttransport dieser Gruppe verantwortlich war. Daraus wurden die Logistikbereiche Stückgutlogistik (ehemals Transpoint Oy), Massengutlogistik (ehemals Transpoint Cargo Oy), Eisenbahnlogistik (ehemals VR Cargo) und internationale Logistik (Transpoint International-Gruppe) gebildet.
VR Transpoint setzt rund 450 Millionen Euro um und beschäftigt etwa 1000 Mitarbeiter. Die Stückgutlogistik von VR Transpoint wurde am 1. Oktober 2012 an die zwischen 2007 und 2014 bestehende Itella Oyj, die heutige Posti Group, verkauft. VR Transpoint gibt das Kundenmagazin Linked heraus.

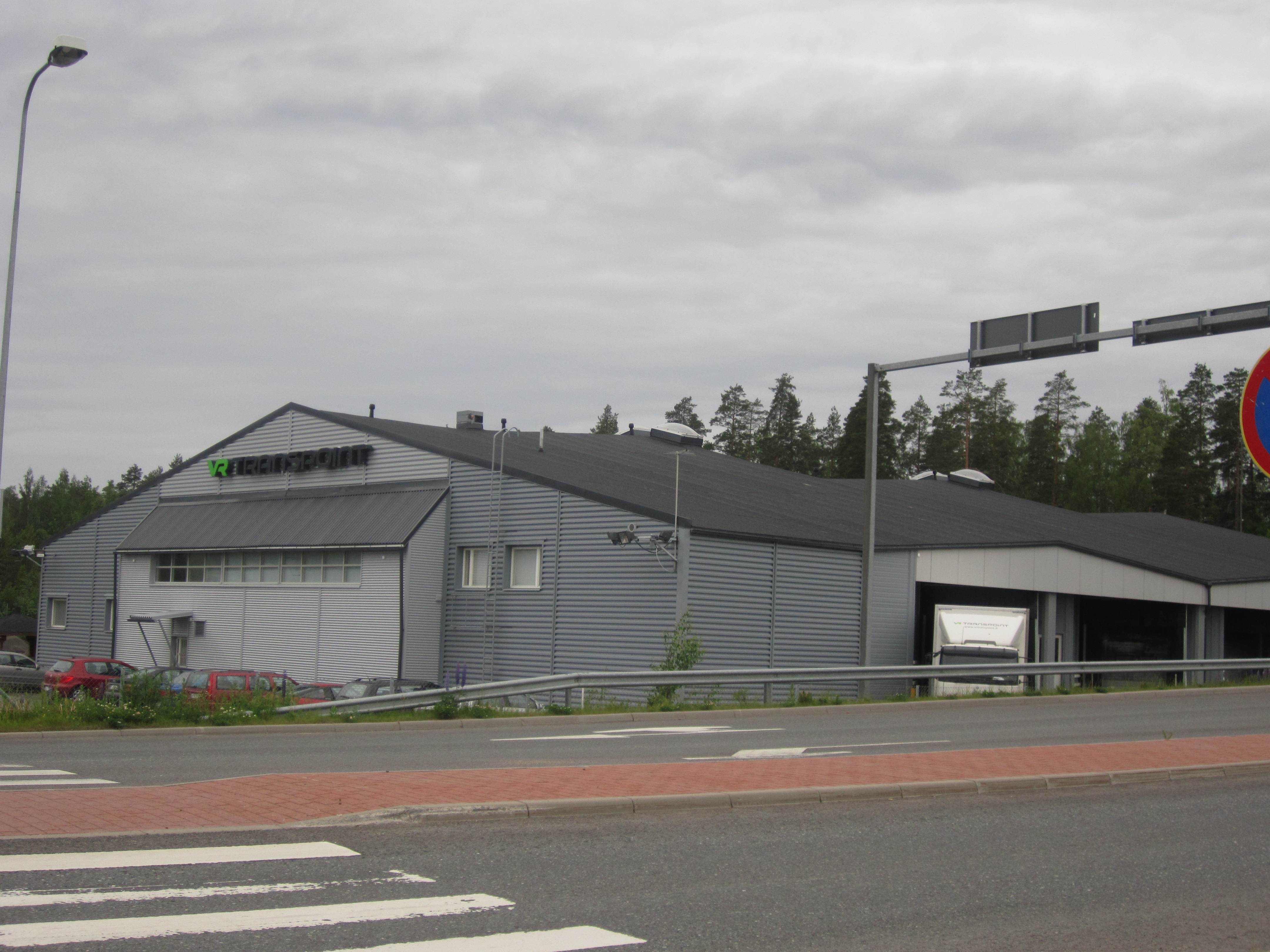
Ehemaliges VR Transpoint-Gebäude in Lappeenranta
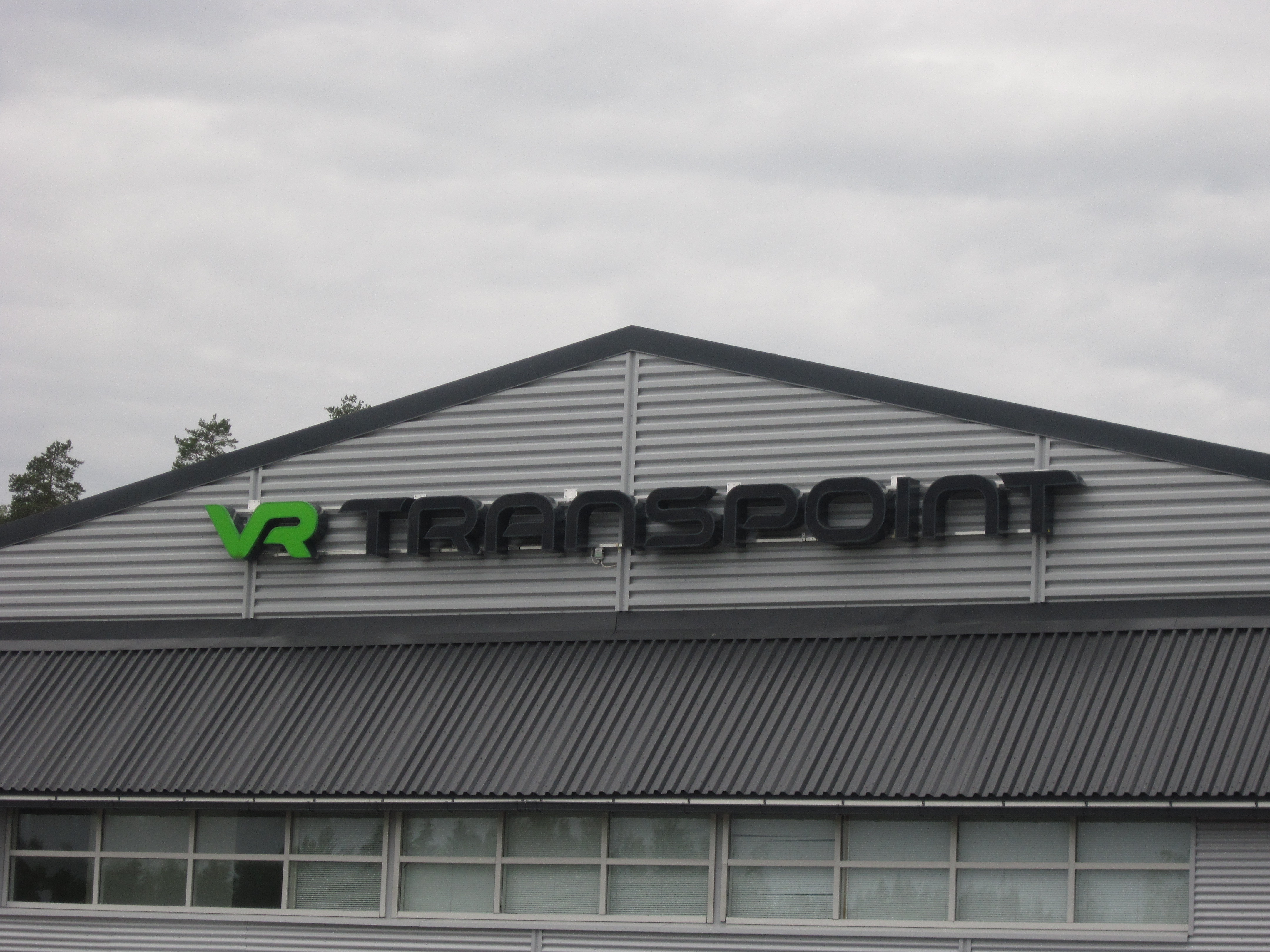
VR Transpoint-Logo

## Besonderes
Der Güterverkehr mit Russland wurde am 27. März 2022 aufgrund der gegen Russland verhängten Sanktionen ausgesetzt.